# Atçalı Kel Mehmet Efe

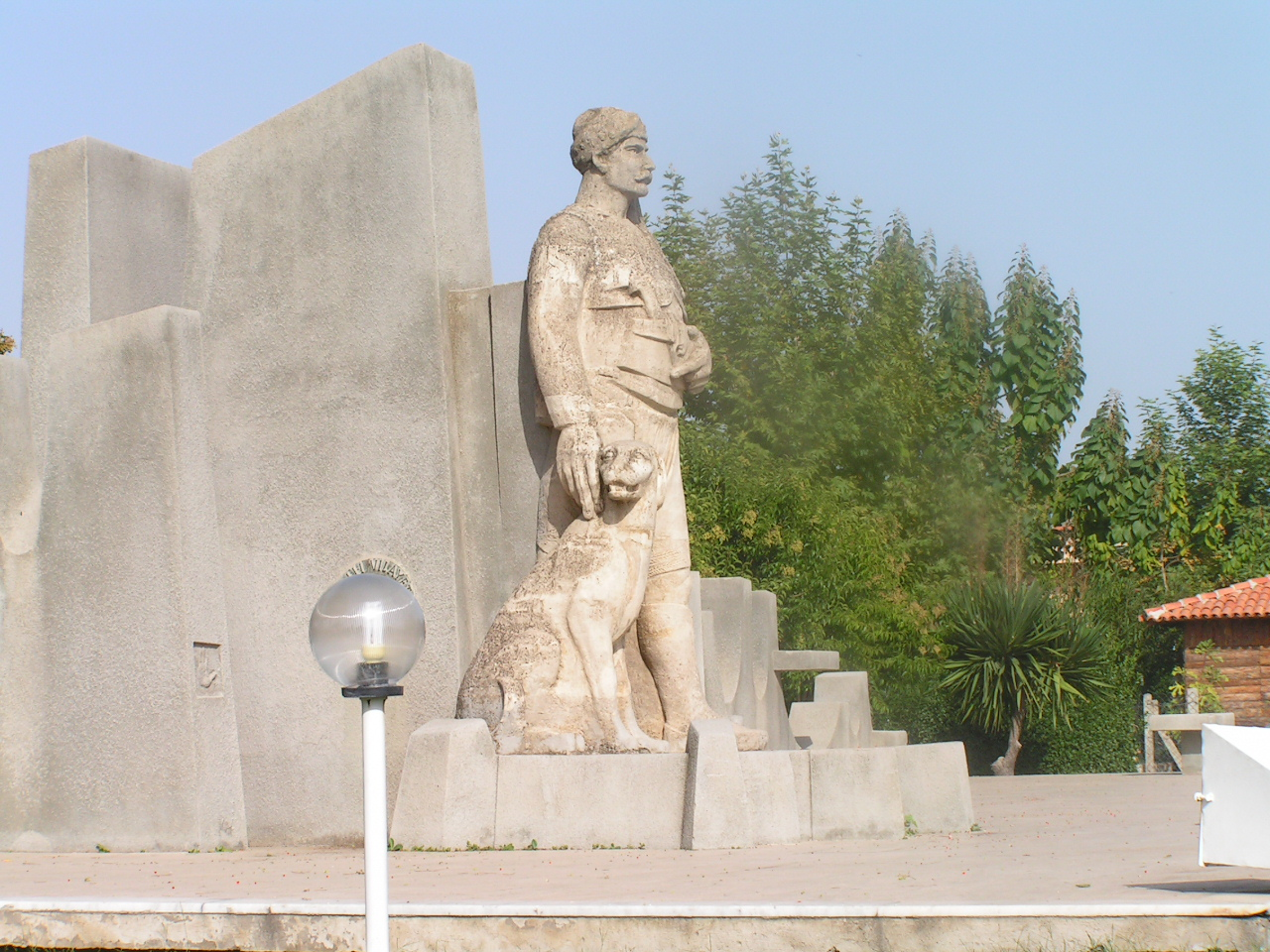
Statue: Atçalı Kel Mehmet Efe

Atçalı Kel Mehmet Efe (* 1780 in Atça; † 1830) war ein Zeybek, der einen lokalen Aufstand gegen die osmanische Verwaltung anführte, und der Beherrscher der Region Aydın während einer kurzen Periode zwischen 1829 und 1830 (während der Herrschaft von Mahmud II.).

## Leben
Soweit bekannt, war Kel Mehmet („Mehmet, der Kahle“) Sohn eines mittellosen Dorfbewohners. Kel Mehmet wurde früh Waise und verdingte sich als Tagelöhner.
Die als Zeybeks bezeichnete Gruppe von Männern bestand aus Söldnern, eigentlich waren sie bewaffnete Bergbewohner, die von Paschas und anderen Notablen als Leibwächter angeheuert wurden. Sie wurden auch als Aufpasser in Kaffeehäusern eingesetzt. Zudem besaßen sie das Recht, von Reisenden eine Art Abgabe zu erheben, um ihnen auf den Straßen Schutz vor Überfällen zu gewähren. Es handelte sich dabei nur um kleinere Beträge, die ausreichten ihren Lebensunterhalt zu bestreiten. Zur Zeit der Auflösung der Janitscharen wurde den Zeybeks von der Regierung der Aufenthalt in den Kaffeehäusern verboten. Die bewaffneten Männer mussten nun auf andere Weise für ihren Unterhalt sorgen. Sie schlossen sich unter ihrem Anführer Kel Mehmet zusammen.
Anfänglich bestand die Gruppe seiner Gefolgsleute aus rund 60 Männern, sie wuchs jedoch bald bis auf mehrere tausend Leute an. Sie weigerten sich Steuern zu entrichten. 1829 begann Kel Mehmet eine Rebellion in Kuyucak, einer Stadt nahe Atça. Während das Volk von den schweren Steuerlasten und den endlosen militärischen Diensten, von den ununterbrochenen Kriegen des auseinanderfallenden Reiches müde waren, gewann er schnell Popularität. Träger des Aufstandes waren Handwerksleute, Yörüken, Zeybeks und das einfache Volk. Das Hauptquartier schlugen sie in Güzelhisar, dem heutigen Aydın, auf. Von dort entsandte er seine Männer, um Kasaba, das heutige Turgutlu, einzunehmen. Der lokale Derebey aus der Familie Karaosmanoğlu leistete mit aller Kraft Widerstand gegen die Angreifer, besiegte sie und trieb sie auseinander. Schließlich wurde Kel Mehmet am 10. Juni 1830 in der Nähe eines Dorfes in der Umgebung Aydıns getötet.
Wegen seines Mutes wurde er zu einem Vorbild in der Region. Er beeinflusste viele andere Efes einschließlich Yörük Ali Efe und Demirci Mehmet Efe. Es gibt eine Statue von ihm in Atça.

## Rezeption
- Murat Sertoǧlu: Atçali Kel Mehmet Efe. Itimat Kitabevi, Istanbul 1964, OCLC 221835759 (Roman).
- Im Jahr 1964 drehte Asaf Tengiz den Film Atçalı Kel Mehmet.[2]
- 1969 entstand das Drama Bald Mehmet of Atça von Orhan Asena, in dem die Geschichte des Anführers Atçalı Kel Mehmet erzählt wird, der zum Banditen wird, um eine Ungerechtigkeit gegenüber dem Mädchen zu rächen, das er liebt. Ursprünglich hatte er es sich zur Aufgabe gemacht die unterdrückten und ausgebeuteten Bauern zu beschützt. Doch die Liebe zu dem Mädchen lässt ihn zu Rebellen werden. Die Premiere des Stücks wurde 1970 in Ankara aufgeführt.[3]
- Im Jahr 2017 wurde von Hakan Sahin der Film  Atçalı Kel Mehmet produziert, in dem das Leben Kel Mehmets ähnlich wie das des Robin Hood beschrieben wird.[4]